# 노랑뺨다람쥐
노랑뺨다람쥐 또는 미국삼나무다람쥐(Neotamias ochrogenys)는 다람쥐과에 속하는 설치류의 일종이다. 미국 캘리포니아주 북부 해안 근처의 토착종으로 해안가 침엽수림에서 서식한다.

## 특징
노랑뺨다람쥐는 네오타미아스속에서 가장 큰 다람쥐 종으로 꼬리 길이 97~130mm를 포함하여 전체 몸길이가 233~297mm이다. 몸의 털은 짙은 황갈색 올리브색을 띠며, 몸 길이 방향으로 5개의 짙은 줄무늬가 있고 중앙 줄무늬가 가장 눈에 띄고 척추를 따라 이어진다. 머리에는 3개의 검은색 줄무늬가 눈을 가로질러 이어지고 양쪽의 줄무늬는 연한 색을 띤다. 귀 바로 뒷쪽에 연한 색의 반점 털이 나 있다. 몸 옆면은 주황색을 띠며 배 쪽으로 갈수록 연해지고, 끝이 흰 짙은 회색의 조모가 나 있다. 붓꼬리 형태의 꼬리는 등배쪽이 편평하고, 윗면은 몸과 같은 색을 띠는 반면에 아랫면은 불그스레한 갈색부터 오렌지색까지 띤다. 꼬리의 조모도 끝이 희다. 가을에 털갈이를 하고, 겨울철 털은 좀더 탁한 색을 띠며 길어지고 부드러워진다.

## 분포 및 서식지
노랑뺨다람쥐는 캘리포니아 북부 해안가의 토착종으로 폭 40km 이하의 기다란 띠 모양의 땅에서 발견된다. 분포 지역 남쪽 끝은 보데고 만 북쪽의 수 킬로미터 지역과 소노마 군의 프리스톤 지역이고, 북쪽 끝은 훔볼트 군의 일 강이다. 해발 최대 1280m의 가느다란 띠 모양 땅 해안가 습윤 침엽수림에서 발견되며, 관목 덤불 아래에서 서식한다.